# Otakar Levý
Otakar Levý (3. září 1896 Uherské Hradiště – 7. října 1946 Brno) byl český literární historik, romanista a překladatel z francouzštiny.
Jeho synem byl Jiří Levý, rovněž literární historik.

## Dílo
- Romantická duše, 1923
- Alfred de Vigny, 1929
- Baudelaire, jeho estetika a technika, 1947
  - 2. vydání Hudlice : Eikon, 1998, ISBN 80-902599-0-1
- Básnické dílo F. Villona, 1932
- Básnické povídky Marie de France, 1935

## Překlady (výběr)
- Joris Karl Huysmans: Tam dole, česky 1919
- Charles-Louis Philippe: Karel Blanchard, Praha : Alois Srdce, 1920
- Stendhal: Červený a černý : kronika devatenáctého století, Praha : Alois Srdce, 1920
- Gustave Flaubert: Listy lásky : Výbor z korrespondence s paní X., Praha : Symposion, 1923
- GAUTIER, Théophile. Charles Baudelaire. Překlad Otokar Levý. Praha: Alois Srdce, 1919. 84 s.
- GAUTIER, Théophile. Charles Baudelaire. Překlad Otokar Levý, Petr Turek. Praha: Kra, 1995. 75 s. ISBN 80-85932-06-7.
  - V roce 2021 zpracováno v Českém rozhlasu jako šestidílná četba na pokračování, z překladu Otokara Levého připravil Petr Turek. V režii Dimitrije Dudíka četl Aleš Procházka.[1]